# Bùi San
Bùi San (1914 - 2003) hay Đặng Trần Thi, là một lão thành cách mạng, Đảng viên Đảng Cộng sản Việt Nam, nguyên Ủy viên Xứ ủy Trung Kỳ trước Cách mạng tháng Tám, Trưởng Tiểu ban Dân tộc Trung ương (nay là Ủy ban Dân tộc của Chính phủ Việt Nam), Trưởng đoàn chuyên gia Việt Nam ở Campuchia, Phó chủ tịch Liên hiệp công đoàn giải phóng miền Nam Việt Nam, nguyên Bí thư Tỉnh ủy Bình Trị Thiên, ủy viên Ban Chấp hành Trung ương Đảng Cộng sản Việt Nam khóa 4 và khóa 5. Ông là một trong những người được nhận Huân chương Hồ Chí Minh.

## Tiểu sử
Bùi San sinh năm 1914 tại Huế. Ông là người dân tộc Kinh, có quê quán ở phường Phú Hội, thành phố Huế, tỉnh Thừa Thiên Huế. Tháng 8 năm 1930, ông gia nhập Đảng Cộng sản Việt Nam. Trước năm 1945, ông là ủy viên Xứ ủy Trung Kỳ của Đảng Cộng sản Việt Nam. Ông mang bí danh Đồ Anh (còn Trần Quốc Thảo mang bí danh Đồ Em), hoặc Chín Liêm.
Tháng 3 năm 1938, Báo Dân - tờ báo công khai đầu tiên của Xứ ủy Trung Kỳ - được thành lập, Bùi San là một trong những thành viên trong ban biên tập thời kỳ đầu. Đến tháng 6 năm 1940, ông được Xứ ủy Trung Kỳ cử ra Thanh Hóa đề kiểm tra và chỉ đạo phong trào cách mạng. Tháng 11, dưới sự chỉ đạo của ông, một cuộc Hội nghị đại biểu các cơ sở Đảng được triệu tập tại làng Thuần Hậu (Xuân Minh, Thọ Xuân) để đề ra phương hướng triển khai thực hiện Nghị quyết 6 của Trung ương Đảng. Cuối năm 1940, đầu năm 1941, Bùi San cùng với Trần Quốc Thảo đã ra Hà Nội để gặp Tổng bí thư Trường Chinh, thảo luận về Hội nghị lần thứ 18 của Trung ương Đảng; cũng trong lần gặp này, ông đã nhắc đến "A.B" - một cụm từ gây nhiều suy đoán về thời kỳ này.
Trong khoảng thời gian từ 1940 đến 1945, ông nhiều lần bị thực dân Pháp bắt giam tù ở nhà lao Thừa Phủ và nhà lao Buôn Ma Thuột. Sau khi ra tù, từ năm 1949 đến 1953 trong kháng chiến chống Pháp, ông là Phó Bí thư Liên khu ủy Khu 5. Từ năm 1955 đến năm 1959, ông là Trưởng Tiểu ban Dân tộc Trung ương trong Ban Nội chính thuộc Chính phủ Việt Nam (nay là Ủy ban Dân tộc). Trong những năm 1959 đến 1960, ông đã trực tiếp chỉ đạo việc mở hành lanh chiến lược Bắc-Nam.
Sau khi Việt Nam thống nhất, tỉnh Bình Trị Thiên được thành lập hợp thành từ ba tỉnh Quảng Bình, Quảng Trị và Thừa Thiên. Ngày 6 tháng 3 năm 1976, Ban Bí thư Ban Chấp hành Trung ương Đảng Cộng sản Việt Nam ra quyết định số 2603-QĐNS/TW chỉ định Bùi San cùng với Cổ Kim Thành và Nguyễn Húng làm Phó Bí thư lâm thời Đảng bộ tỉnh Bình Trị Thiên, Bí thư là Nguyễn Hữu Khiếu.
Ngày 1 tháng 5 năm 1976, Ủy ban nhân dân tỉnh Bình Trị Thiên ra mắt tại Quảng trường Phu Văn Lâu ở thành phố Huế, Bùi San làm chủ tịch, các phó chủ tịch là Ngô Đình Văn, Trần Đồng, Nguyễn Vạn và Nguyễn Văn Đài.
Tháng 9 năm 1976, Bùi San được Bộ Chính trị Ban Chấp hành Trung ương Đảng Cộng sản Việt Nam chỉ định làm Bí thư Tỉnh ủy Bình Trị Thiên - Thông báo số 2573/TBNS/TƯ. (thay ông Nguyễn Hữu Khiếu được điều động nhận nhiệm vụ làm Đại sứ Việt Nam ở Liên Xô).
Năm 1977, tại vòng 2 Đại hội Đại biểu Đảng bộ Đảng Cộng sản Việt Nam tỉnh Bình Trị Thiên lần thứ nhất họp từ ngày 19 đến 23 tháng 5, Bùi San được bầu làm Bí thư Tỉnh ủy Bình Trị Thiên, Cổ Kim Thành được bầu làm Phó Bí thư Tỉnh ủy Bình Trị Thiên.
Năm 1981, tại Đại hội Đại biểu Đảng bộ Đảng Cộng sản Việt Nam tỉnh Bình Trị Thiên lần thứ hai họp từ ngày 6 đến 11 tháng 1 ở thành phố Huế, Bùi San tái đắc cử chức vụ Bí thư Tỉnh ủy Bình Trị Thiên.
Ngày 27 tháng 1 năm 1983, tại vòng 2 Đại hội đại biểu Đảng bộ tỉnh Bình Trị Thiên lần thứ ba họp ở thành phố Huế, Vũ Thắng được bầu làm Bí thư Tỉnh ủy Bình Trị Thiên thay thế Bùi San.
Từ năm 1977 đến năm 1981, Bùi San là Chủ tịch Ủy ban Hành chính tỉnh Bình Trị Thiên, các phó chủ tịch là Vũ Thắng, Ngô Đình Văn, Trần Đồng, Nguyễn Văn Đài, Nguyễn Văn Đàm, Hồ Sĩ Thản, Lê Tư Sơn, Nguyễn Sanh.
Sau đó, Bùi San là Trưởng đoàn chuyên gia Việt Nam ở Campuchia, Ủy viên Ban Chấp hành Trung ương Đảng Cộng sản Việt Nam khóa 4 (1976-1982) và khóa 5 (1982-1986).

## Phong tặng và vinh danh
- Huân chương Hồ Chí Minh
- Huy hiệu 70 năm tuổi Đảng Cộng sản Việt Nam (trao vào năm 2000)
- Tại Thành phố Huế, có một con đường mang tên ông - Phố Bùi San [2].